# Fundación Braille del Uruguay
La Fundación Braille del Uruguay (FBU) es una organización no gubernamental sin fines de lucro creada en 1978 para cubrir necesidades de atención de la población con discapacidad visual. Se dedica a la producción de materiales adaptados y a la provisión de servicios para personas con ceguera o baja visión.

## Servicios
Para poder llevar adelante estos objetivos, la FBU ofrece un conjunto de servicios esenciales que contribuyen a la rehabilitación y por ende a la integración.
Sus actividades se desarrollan en torno a tres grandes áreas:
- Producción de materiales adaptados para personas con discapacidad visual: publicaciones en sistema braille, sonoras y en formato digital, entre otros, con cobertura regional. La biblioteca "Libro hablado" cuenta con más de 3 700 títulos.[3]
- Atención directa a usuarios: atención temprana y apoyo a la inclusión educativa de niños y bebés con discapacidad visual y reeducación visual de niños y adultos con baja visión. Enseñanza del sistema braille[4] y capacitación a profesionales para la atención de personas con discapacidad visual.[5] Apoyo para la inserción laboral a personas con ceguera o baja visión.[6]
- Capacitación en informática para personas con discapacidad visual de todas las edades.[1]

Para sus publicaciones cuenta con una imprenta especializada donde se realiza impresión de libros, revistas y en general materiales accesibles en braille y macrotipo (texto de gran tamaño y con buen contraste utilizados por niños y adultos con baja visión). Se realizan impresiones a iniciativa de FBU y también por contratos o convenios con instituciones privadas y públicas. En 2010 fue contratada por una empresa privada para la confección de 2 500 almanaques para personas no videntes para su distribución en el Uruguay,  Latinoamérica y Europa. En convenio con la Dirección Nacional de Impresiones y Publicaciones Oficiales (IMPO) esta imprenta elaboró en el año 2023 los primeros 100 ejemplares de la Constitución de la República Oriental del Uruguay en sistema braille. En 2024 en convenio con el Ministerio de Desarrollo Social se imprimieron guías escolares sobre sexualidad y género con versiones en braille para distribución en más de 2 300 escuelas que existen a nivel nacional.

## Premios
En 2006 la FBU ganó un concurso a nivel mundial de la empresa Panda Software, consistente en 25 000 euros para dictar cursos a niños y adultos mayores ciegos. La propuesta es una de las tres seleccionadas en un total de 130 iniciativas presentadas.
En 2015 la FBU y jóvenes del Instituto sobre Discapacidad y Desarrollo Inclusivo presentaron el proyecto audiovisual "Cuidarnos Como Todos" a los premios concursables de la Junta Nacional de Desarrollo, logrando el apoyo y que el mismo se desarrollara en 2016 con el fin del diseño de materiales educativos para la prevención del consumo problemático de alcohol y otras drogas entre jóvenes con discapacidad visual.